# Vincent van der Want
Vincent van der Want (Hilversum, 21 ottobre 1985) è un canottiere olandese.

## Biografia
Gareggia per l'Amsterdamsche Studenten Roeivereeniging Nereus.
Ha rappresentato i Paesi Bassi ai Giochi olimpici estivi di Rio de Janeiro 2016, giungendo quinto in classifica nel quattro senza, con i connazionali Harold Langen, Peter van Schie e Govert Viergever.

## Palmarès
- Campionati europei di canottaggio

Siviglia 2013: bronzo nell'8.
Glasgow 2018: argento nell'8.
Lucerna 2019: bronzo nell'8.